# Tricentra subnexa
Tricentra subnexa là một loài bướm đêm trong họ Geometridae.